# Les Initiés
Ne doit pas être confondu avec Les Initiés (film, 2017).
Pour plus de détails, voir Fiche technique et Distribution.
Les Initiés, ou Le Clan des millionnaires au Québec (titre original : Boiler Room) est un film américain de Ben Younger sorti en 2000.
L'histoire du film est inspirée de l'affaire Stratton Oakmont, maison de courtage fondée par Jordan Belfort, dont l'autobiographie sera plus tard adaptée avec Le Loup de Wall Street de Martin Scorsese.

## Synopsis
Gagner son premier million de dollars en quelques semaines, c'est tentant. C'est d'ailleurs ce qui attire tous ceux qui travaillent dans la "boiler room" (le centre d'appel) de JT Marlin, ce lieu incroyable ou se démènent d'ambitieux jeunes gens pour vendre par téléphone n'importe quel placement, même a ceux qui n'en ont pas toujours besoin, en prélevant au passage des commissions exorbitantes. Pour Seth Davis, dix-neuf ans, l'occasion est trop belle. Avec ce job, il pourra faire fortune mais aussi regagner l'estime de son père, et même oublier son casino clandestin.

## Fiche technique
- Titre : Les Initiés
- Titre québécois : Le Clan des millionnaires
- Titre original : Boiler Room
- Réalisation : Ben Younger
- Scénario : Ben Younger
- Musique : The Angel
- Photographie : Enrique Chediak (en)
- Montage : Chris Peppe
- Production : Jennifer Todd et Suzanne Todd (en)
- Société de production : New Line Cinema et Team Todd
- Pays :  États-Unis
- Genre : Thriller
- Durée : 120 minutes
- Dates de sortie : 
  -  États-Unis : 18 février 2000
  -  France : 6 septembre 2000

## Distribution
Légende : VF = Version Française[réf. nécessaire] et VQ = Version Québécoise
- Giovanni Ribisi (VF : Emmanuel Curtil et VQ : Hugolin Chevrette) : Seth Davis
- Vin Diesel (VF : Mathieu Buscatto et VQ : James Hyndman) : Chris Varick
- Nia Long (VF : Déborah Perret et VQ : Nadia Paradis) : Abbie Halpert
- Nicky Katt (VF : Renaud Marx et VQ : Gilbert Lachance) : Greg Weinstein
- Scott Caan (VQ : Louis-Philippe Dandenault) : Richie O'Flaherty
- Ron Rifkin (VF : Jean Lescot et VQ : Mario Desmarais) : juge Marty Davis
- Jamie Kennedy (VF : Laurent Lederer et VQ : Sylvain Hétu) : Adam
- Taylor Nichols (VF : Patrick Laplace) : Harry Reynard
- Bill Sage : David Drew, agent du FBI
- Tom Everett Scott (VF : Denis Laustriat et VQ : Antoine Durand) : Michael Brantley
- Ben Affleck (VF : Jean-Pierre Michaël et VQ : Pierre Auger) : Jim Young
- Jon Abrahams (VQ : Sébastien Reding) : Jeff